# PL/SQL
PL/SQL — мова програмування, яка використовується для доступу до баз даних Oracle. Сама назва означає англ. Procedural  Language (процедурна мова) + SQL (структурована мова запитів). Поява цієї мови є закономірним розвитком засобів обробки даних для баз даних. Як відомо, мова SQL є декларативною мовою програмування (мова програмування 4-го покоління), тобто конструкції цієї мови вказують що потрібно зробити, а не як. PL/SQL підтримує всі базові програмні конструкції. Синтаксис цієї мови базується на синтаксисі мови програмування Pascal. Ідейно ця мова створена на основі мови програмування Ada. Код програм не чутливий до регістра. Мова тісно інтегрована з мовою SQL.

## Основні можливості PL/SQL
- Підтримка змінних і типів даних (як раніш визначених, так і введених користувачем);
- Управляючі структури (цикли, умовний оператор);
- Процедури і функції;
- Об'єктні типи і методи (починаючи з Oracle8i).

## Структура програми на PL/SQL
```
declare

    
-- Опис блоку, типів даних та змінних (необов'язково)

begin

   
-- Код програми

exception

   
-- Обробка виключних ситуацій (Необов'язково)

end
;

/* Багаторядкові

коментарі */

--Коментар на один рядок

```

## Типи даних, які підтримує PL/SQL
В PL/SQL підтримуються такі типи даних:
- Символьні ((N)VARCHAR2,(N)CHAR,LOB,CLOB,NCLOB), де N означає, що тип даних підтримує локальний набір символів;
- Числові (NUMBER,INTEGER,NATURAL,POSITIVE);
- Дата/Час (DATE,TIMESTAMP,INTERVAL);
- Бульовий тип даних (BOOLEAN) ;
- Двійкові типи (RAW,LONG RAW, BFILE, BLOB);
- ROWID, UROWID — для ідентифікації рядків;
- Типи для підтримки Інтернету (XMLType,HttpURIType, URIType);
- Типи даних any (AnyType,AnyData,AnyDataSet);
- Типи даних визначені користувачем.

## Історія
| випуск бази даних Oracle | версія PL/SQL | Опис |
| ------------------------ | ------------- | --- |
| 6.0                      | 1.0           | Початкова версія PL/SQL, вживана переважно як мова сценаріїв SQL*Plus і мова програмування в SQL*Forms 3. Відсутні можливості створення іменованих програм для повторного використання. |
| 7.0                      | 2.0           | Значне оновлення. Додана підтримка збережених процедур, функцій, пакетів, записів визначених програмістом, таблиць PL/SQL, і багато пакетів розширень.                                  |